# NHoFlu Rio Branco (H-10)
O NHoFlu Rio Branco (H-10) é um Navio Hidroceanográfico pertencente à Marinha do Brasil. É o terceiro navio a receber este nome. Foi construído pela INACE, após sua encomenda em 5 de dezembro de 2012. O navio faz parte do Projeto Cartografia da Amazônia, estando subordinado ao 9° Distrito Naval. O Rio Branco teve investimentos em equipagem estimados em 48 milhões de reais a fim de permitir o cumprimento máximo de sua função: mapear o leito dos rios, identificando obstruções que possam causar acidentes e removê-los. Além disso, devido a sua tecnologia, o navio também possui funções de pesquisas.
O conceito para a criação do Rio Branco surgiu na INACE que utilizou setenta por cento de tecnologia e pesquisas nacionais no desenvolvimento da embarcação. Portanto, o navio é dotado de capacidades técnicas que o permitem obter medições da atmosfera fluvial, servindo de base para desenvolvimentos futuros no âmbito do desenvolvimento de navios essencialmente brasileiros. A construção do navio se iniciou em 6 de dezembro de 2014, sendo lançado em 20 de outubro de 2014 e comissionado na frota a 17 de dezembro de 2014.